# Poročnik (Indija)

Poročnik je častniški vojaški čin Indijske kopenske vojske, ki v sklopu Natovega standarda STANAG 2116 sodi v razred OF-1. Čin je bil neposredno prevzet po istem britanskem činu, pri čemer so zamenjali krono z narodnim grbom Indije in tudi preoblikovali zvezdo.
Nadrejen je činu drugega poročnika in podrejen činu stotnika. Enakovreden je činu letečega častnika Indijskega vojnega letalstva in činu poročnika Indijske vojne mornarice. 
Oznaka čina je sestavljena iz dveh zvezd.
Čin poročnika doseže častnik po končanju vojaške akademije, pri čemer je povprečna starost 22 let.